# Рипа (Маса-Карара)
Рипа је насеље у Италији у округу Маса-Карара, региону Тоскана.
Према процени из 2011. у насељу је живело 39 становника. Насеље се налази на надморској висини од 116 м.